# ولیم
ولیم (به انگلیسی: Veliyam) یک روستا در هند است که در شهرستان کولام واقع شده‌است.